# Heinrich Escher (Politiker, 1688)

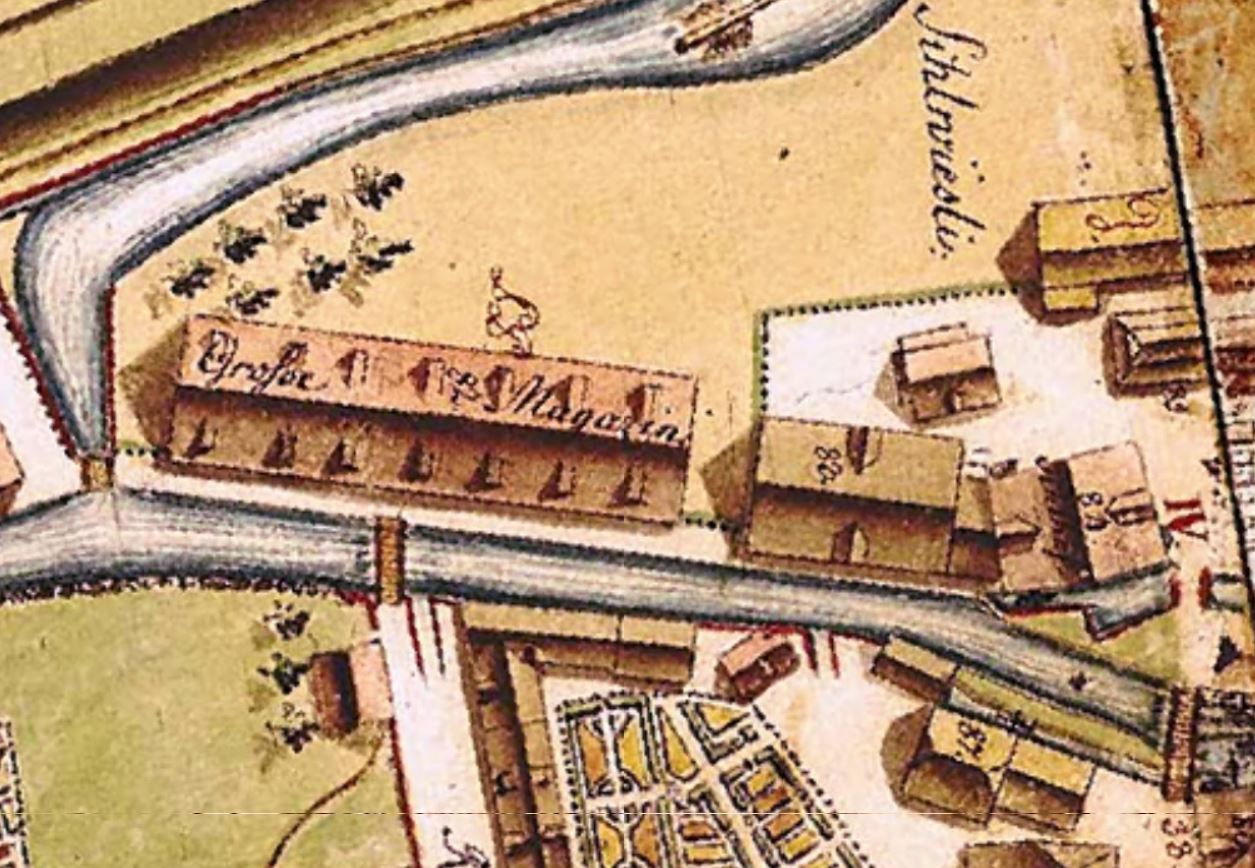
Müllerplan von 1793: Salzmagazin 82, grosser Sihlhof 83, kleiner Sihlhof (Seidenmühle) 84, Sägemühle 87

Heinrich Escher vom Glas (* 16. August 1688 in Zürich; † 8. Februar 1747 ebenda) war ein Schweizer Kaufmann und Politiker.

## Leben
Heinrich Escher entstammte der Zürcher Familie Escher vom Glas. Er war der Sohn des Grossrats Johannes (1665–1746) und der Dorothea von Muralt. In erster Ehe war er mit Barbara Werdmüller, der Tochter des Heinrich Werdmüller verheiratet und in zweiter Ehe mit Küngolt Hirzel, der Tochter des Ratsherrn und Fabrikanten Heinrich Hirzel.
Escher wurde 1720 Grossrat, war von 1729 bis 1747 Zunftmeister zur Meisen im Kleinen Rat. 1730 wurde er Gesandter in den ennetbirgischen Vogteien und 1731 Direktor der Kaufmannschaft sowie 1734 Statthalter. Escher hat mittels Werksspionage die Herstellung von Bologneser Krepp ausfindig gemacht und führte die Kreppproduktion in Zürich ein. Am Sihlkanal liess er 1730 die erste wasserbetriebene Zwirnerei (Seidenmühle) der Schweiz errichten, wo er rund 300 Weber beschäftigte.
Der jüngste Sohn Heinrich Eschers war Hans Caspar Escher (1729–1805), der Vater von Hans Conrad Escher von der Linth.

## Seidenmühle im Sihlhof

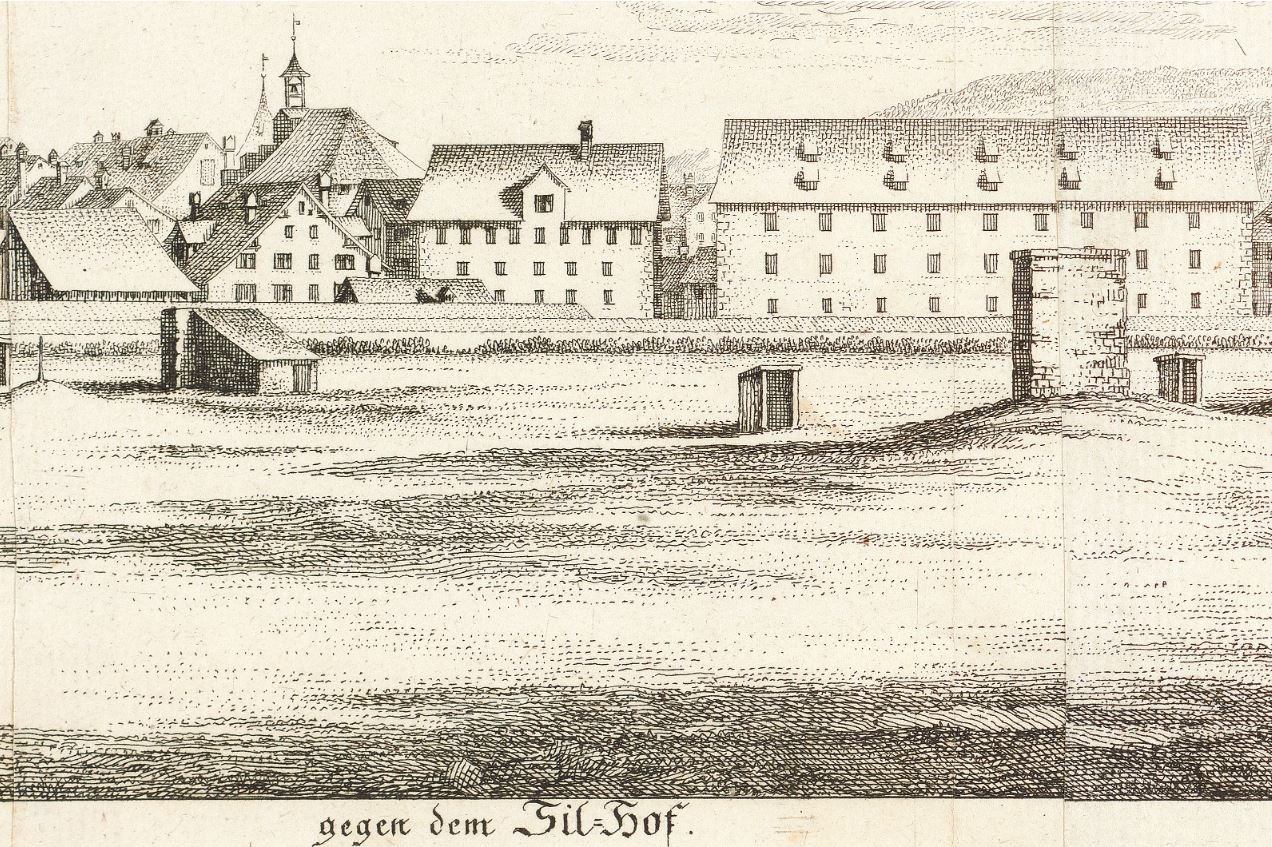
Von links: Seidenmühle (kleiner Sihlhof), grosser Sihlhof, Salzmagazin, um 1770

Die Nachfrage nach seidenen Strümpfen förderte die Entwicklung der Strumpfindustrie und eine weitere Ausdehnung der Zwirnerei. Die Zahl der Seidenräder, die als Zwirnmaschinen Verwendung fanden, vermehrte sich rasch. Zürich wurde der Hauptlieferant für die grossen Seidenstofffabriken in Lyon und Tours.
1717 hatte die Firma Hans Conrad Escher mit Sitz im Neuen Seidenhof das «Mühlehaus Sihlhof» im Sihlwiesli gekauft.
Die von Heinrich Escher 1730 erbaute Seidenmühle am Sihlkanal bestand aus sechs mächtigen, über drei Stockwerke hinaufreichenden Haspeln, die durch ein Wasserrad in Bewegung gesetzt wurden. Die erste Zwirnerei mit Wassermotor wurde eine der Sehenswürdigkeiten Zürichs und erhielt im damaligen Baedeker-Reiseführer drei Sternchen. Heinrich Escher der Jüngere und Gebrüder verkauften das Mühlehaus Sihlhof 1747 an Hans Conrad Finsler.